# Fiambres (episodio de Los Soprano)
"Fiambres" (en idioma original, "Cold Cuts") es el episodio número 62 de la serie de la HBO Los Soprano y el décimo de la quinta temporada. Escrito por Matthew Weiner y Terence Winter, y dirigido por Tim Van Patten, se emitió por primera vez el 9 de mayo de 2004.

## Reparto
- James Gandolfini como Tony Soprano
- Lorraine Bracco como Dr. Jennifer Melfi
- Edie Falco como Carmela Soprano
- Michael Imperioli como Christopher Moltisanti
- Dominic Chianese como Corrado Soprano, Jr.
- Steven Van Zandt como Silvio Dante
- Tony Sirico como Paulie Gualtieri
- Robert Iler como Anthony Soprano, Jr.
- Jamie-Lynn DiScala como Meadow Soprano
- Drea de Matteo como Adriana La Cerva
- Aida Turturro como Janice Soprano Baccalieri
- Steven R. Schirripa como Bobby Baccalieri
- Vincent Curatola como Johnny Sack
- and Steve Buscemi como Tony Blundetto

### Estrellas invitadas
- Frank Albanese como el tío Pat Blundetto
- Sharon Angela como Rosalie Aprile
- Chris Caldovino como Billy Leotardo
- Max Casella como Benny Fazio
- Joseph R. Gannascoli como Vito Spatafore
- Dan Grimaldi como Patsy Parisi
- Arthur Nascarella como Carlo Gervasi
- Frank Santorelli como Georgie Santorelli
- David Strathairn como Robert Wegler
- Frank Vincent como Phil Leotardo
- Miryam Coppersmith como Sophia Baccalieri
- Angelo Massagli como Bobby Baccalieri III
- Chandra Wilson como Evelyn Greenwood
- Ron Castellano como Terry Doria
- Judy DelGiudice como Louise Blundetto
- Remy Auberjonois como Dr. Phillip Seepman
- Angelo Di Mascio Jr. como guardia de seguridad
- Gino Cafarelli como Vinny Pitts
- Christian Corp como Janet Petit
- Dawn Evans como Cheryl Kolpeki
- Adam Grupper como Bela Kakuk
- Jennifer Rainville como Gillian Glessner
- Andrew Siff como presentador de las noticias

## Resumen del episodio
Tony Soprano se reúne con Johnny Sack para averiguar qué ha ocurrido con el cargamento de Vespas de contrabando que la gente de Carlo Gervasi debía haber interceptado en el puerto para repartírsela entre las dos familias. Sack niega saber dónde están las Vespas y comenta con sarcasmo que Tony siga negando continuamente la implicación de su primo Tony Blundetto en el asesinato de Joey Peeps. Tony sospecha que Johnny interceptó el envío para quedárselo, después de que Silvio aluda a la forma hostil con la que los tratan gánsteres de Nueva York tras el funeral de Peeps y la charla privada de Jack y Tony.
Tony Soprano manda a Benny Fazio y a un miembro de la banda de Carlo al puerto para investigar el suceso. Allí encuentran trabajando a un guardia de seguridad, al que intimidan y golpean hasta revelarles que efectivamente Phil Leotardo se llevó las motos. A la espera de un inminente cargamento de quesos italianos caros, Tony y su gente se muestran preocupados ante la posibilidad de mayores pérdidas económicas derivadas de la tensa relación con la familia Lupertazzi.
Janice Soprano aparece en televisión después de haber sido arrestada por asaltar físicamente a la madre de una compañera de su hijastra Sophia durante un partido de fútbol. A Tony le enfurece la innecesaria atención mediática que atraerá el suceso a su familia y, por la noche, estalla en casa de los Baccalieri, donde le pide a Janice que se deje de apelaciones y se ponga en contacto con Neil Mink para declararse culpable. También le pide a Bobby, de nuevo, que “controle” a su mujer. Bobby recrimina a Janice su conducta reciente, tan belicosa que incluso le impide hacer la compra pacíficamente, y le da un ultimátum para que visite a un especialista del control de la ira o su matrimonio no acabará funcionando. Janice empieza entonces a asistir a clases de control de la ira y más tarde reconoce estar consiguiendo un magnífico progreso; Tony le dice que está feliz por ella.
El “temperamento Soprano” se convierte en el foco de atención de la siguiente sesión de Tony con la Dra. Melfi. La doctora observa que la depresión y la ira son rasgos característicos de la familia Soprano, y le comenta que la depresión puede ser una manifestación interna de la ira.
Carmela Soprano continúa con su comportamiento hostil hacia Tony y vacía la piscina para impedir que Tony se bañe. Después de otra de sus peleas, sólo se ponen de acuerdo en organizar una fiesta de compromiso para Meadow y Finn DeTrolio. Sin embargo, cuando Carmela se encuentra fortuitamente con Robert Wegler en el instituto de A.J, inconscientemente le anuncia que va a volver con su marido. Después, se apresurará a negar tales planes a su amiga Rosalie Aprile.
Tony reúne a Christopher Moltisanti y a Tony B para encargarles un trabajo en la vieja granja de su tío Pat Blundetto, un gánster que vive retirado en Kinderhook, Nueva York. La granja está a punto de cambiar de dueño, por lo que deben localizar y trasladar tres cuerpos que fueron enterrados allí a lo largo de los años: Emil Kolar, la primera víctima de Christopher, y los hermanos Johnson, asesinados por Johnny Boy Soprano.
Antes del viaje, Christopher vuelve a quejarse de Tony B a Adriana, y le cuenta cómo él y Tony S solían burlarse de él cuando los tres se quedaban en la granja, algo que siempre le había dolido mucho porque los admiraba a ambos. Como prosigue con sus quejas, esta vez sobre su posición en la familia del crimen, Adriana aprovecha la ocasión para aproximarse a él y sugerirle abandonar Nueva Jersey y empezar una nueva vida en otro lugar, pero Christopher le contesta que él es un “soldado” de la vida.
Al principio, Christopher se muestra grosero con Tony B pero acaban congeniando durante el trabajo. Por la noche, desentierran el esqueleto de Emil, rompen sus huesos en pedacitos y los lanzan a un lago, pero no pueden retirar los restos de los hermanos ya que el tío Pat no consigue acordarse del lugar exacto en el que los enterraron. Otro día, mientras beben vino casero todos juntos, Pat finalmente recuerda el lugar de enterramiento. Esa tarde, Tony los visita por sorpresa y supervisa el traspaso de los cuerpos. Los dos Tonys juntos de nuevo vuelven a la vieja rutina de meterse con su primo menor. Christopher se lo toma mal, especialmente las bromas referidas a su rehabilitación por el consumo de estupefacientes. Al día siguiente abandona la granja temprano y conduce a casa solo y lloroso.
De vuelta en Nueva Jersey, Tony visita el Bada Bing! e inicia un debate sobre la amenaza terrorista vinculada a los cargamentos que no se supervisan en los puertos, especialmente los de contrabando de armas nucleares y biológicas (sobre las que Tony se ha enterado después de ver un documental sobre el tema en la granja del tío Pat). Cuando Georgie Santorelli comenta que “hay que vivir el día a día”, Tony explota furioso y lo golpea hasta mandarlo al hospital, haciéndole perder parte de su audición. Más tarde, Tony, arrepentido, le da a Paulie un fajo de billetes y le insiste en que se asegure de que Georgie reciba el mejor cuidado médico. Paulie informa a Tony de que Georgie no desea verlo nunca más y que va a dejar su trabajo en el Bada Bing!
Tony va a cenar a casa de Janice y Bobby y le irrita sobremanera ver como Janice es capaz de sobrellevar con calma una serie de pequeños fastidios, habiendo aparentemente superado sus arrebatos. Pero Tony consigue romper la calma provocando a la nueva y calmada Janice, haciendo comentarios sarcásticos y cada vez más hirientes sobre el distanciamiento del hijo de esta, Harpo. Janice pronto se enfurece y empieza a perseguir a Tony por la habitación con un tenedor en el puño. Satisfecho, Tony sale de la casa y se marcha.

## Primeras apariciones
- El tío Pat Blundetto: el tío de Tony S y de Tony B que se jubiló prematuramente de la familia del crimen DiMeo por motivos de salud. Se estableció en una granja en Kinderhook, Nueva York, donde le visitaban sus sobrinos Christopher, Tony S y Tony B durante la infancia.

## Referencia del título
- Tony le dice a la Dra. Melfi que la “venganza es como servir fiambres” (deformando sin darse cuenta el dicho “La venganza es un plato que se sirve frío”). En el episodio, Johnny Sack continúa interfiriendo en los negocios de los Soprano como venganza por el asesinato de “Joey Peeps”.
- En una escena en la granja del tío Pat, Christopher, Pat y Tony B comen sándwiches de fiambre.
- El título también puede hacer referencia a los cadáveres que Tony B y Christopher buscan en este episodio.
- La carne, especialmente el fiambre, se usa a lo largo de la serie como símbolo de los problemas de ira de Tony.
- El título también puede referirse a los insultos y mofas que se intercambian Tony S, Tony B y Christopher y que al que más afectan es a Christopher. Tony emplea frías y maliciosas provocaciones (cuts, en inglés) para sacar de quicio a Janice y hacer que se enrabiete.

## Conexiones con capítulos anteriores
- Christopher y Tony Blundetto cavan y entierran el esqueleto de Emil Kolar, traspasando su cuerpo por segunda vez. Christopher disparó y mató a Emil en el episodio piloto. Entonces, él y Pussy Pussy Bonpensiero intentan sin éxito echar su cuerpo a un contenedor de basura. Más tarde, entierran el cuerpo debajo de un puente. Pero el suceso provoca pesadillas a Christopher. Así que Christopher y Georgie más tarde desentierran el cadáver y lo recolocan en otro episodio, La leyenda de Tennessee Moltisanti.